# Liste der Biografien/Sak
Liste der Biografien |
Portal Biografien |
Personensuche
# |
A |
B |
C |
D |
E |
F |
G |
H |
I |
J |
K |
L |
M |
N |
O |
P |
Q |
R |
S |
T |
U |
V |
W |
X |
Y |
Z |
?
 
Sa |
Sb |
Sc |
Sd |
Se |
Sf |
Sg |
Sh |
Si |
Sj |
Sk |
Sl |
Sm |
Sn |
So |
Sp |
Sq |
Sr |
Ss |
St |
Su |
Sv |
Sw |
Sy |
Sz
 
Saa |
Sab |
Sac |
Sad |
Sae |
Saf |
Sag |
Sah |
Sai |
Saj |
Sak |
Sal |
Sam |
San |
Sao |
Sap |
Saq |
Sar |
Sas |
Sat |
Sau |
Sav |
Saw |
Sax |
Say |
Saz
Die Liste der Biografien führt alle Personen auf, die in der deutschsprachigen Wikipedia einen Artikel haben. Dieses ist eine Teilliste mit 445 Einträgen von Personen, deren Namen mit den Buchstaben „Sak“ beginnt.

## Sak
- Sak K'uk' († 640), bedeutende Adlige der Maya-Stadt Palenque
- Sak Prasert (1882–1966), laotischer Prinz, Beamter und Gouverneur
- Sak, İrem (* 1986), türkische Schauspielerin
- Sak, Jakow Israilewitsch (1913–1976), russischer Pianist
- Sak, Joseph (1875–1946), belgischer Ordenspriester und römisch-katholischer Bischof
- Sak, Mehmet (* 1990), türkischer Fußballspieler
- Sak, Sutsakhan (1928–1994), kambodschanischer Politiker und Soldat
- Sak, Wladimir (1913–1994), sowjetischer Schachtrainer

### Saka
- Saka, Bukayo (* 2001), englischer FußballspielerBukayo Saka (* 2001)

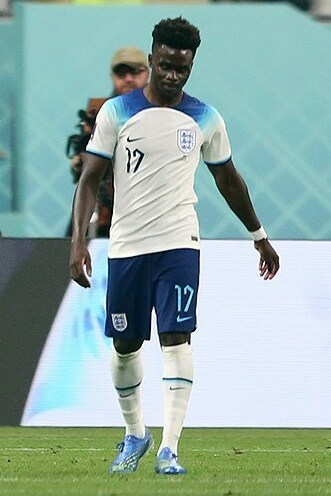
Bukayo Saka (* 2001)

- Saka, Fuat (* 1952), lasisch-türkischer Sänger, Songwriter und Arrangeur
- Saka, Gizem (* 1978), türkische Künstlerin und Wirtschaftswissenschaftlerin
- Saka, Hasan (1885–1960), türkischer Politiker
- Saka, Jakob (1864–1931), Pfarrer der syrisch-orthodoxen Kirche von Antiochien, Lehrer des Patriarchen Ignatius Jakob III., Dichter
- Saka, Keisuke (* 1995), japanischer Fußballspieler
- Saka, Kosi (* 1986), kongolesischer Fußballspieler
- Saka, Pınar (* 1985), türkische Leichtathletin
- Saka, Suraju (* 1976), kongolesischer Tischtennisspieler
- Sakač, Branimir (1918–1979), jugoslawischer Komponist
- Sakáč, Marcel (* 1972), slowakischer Eishockeyspieler
- Sakae, Kazuhito (* 1960), japanischer Ringer
- Sakagami, Hiroshi (1936–2021), japanischer Schriftsteller
- Sakagishi, Kanta (* 2002), japanischer Fußballspieler
- Sakaguchi, Alicja (* 1954), polnische Sprachwissenschaftlerin und Hochschullehrerin
- Sakaguchi, Ango (1906–1955), japanischer Erzähler und Essayist
- Sakaguchi, Hironobu (* 1962), japanischer Videospiel-EntwicklerHironobu Sakaguchi (* 1962)

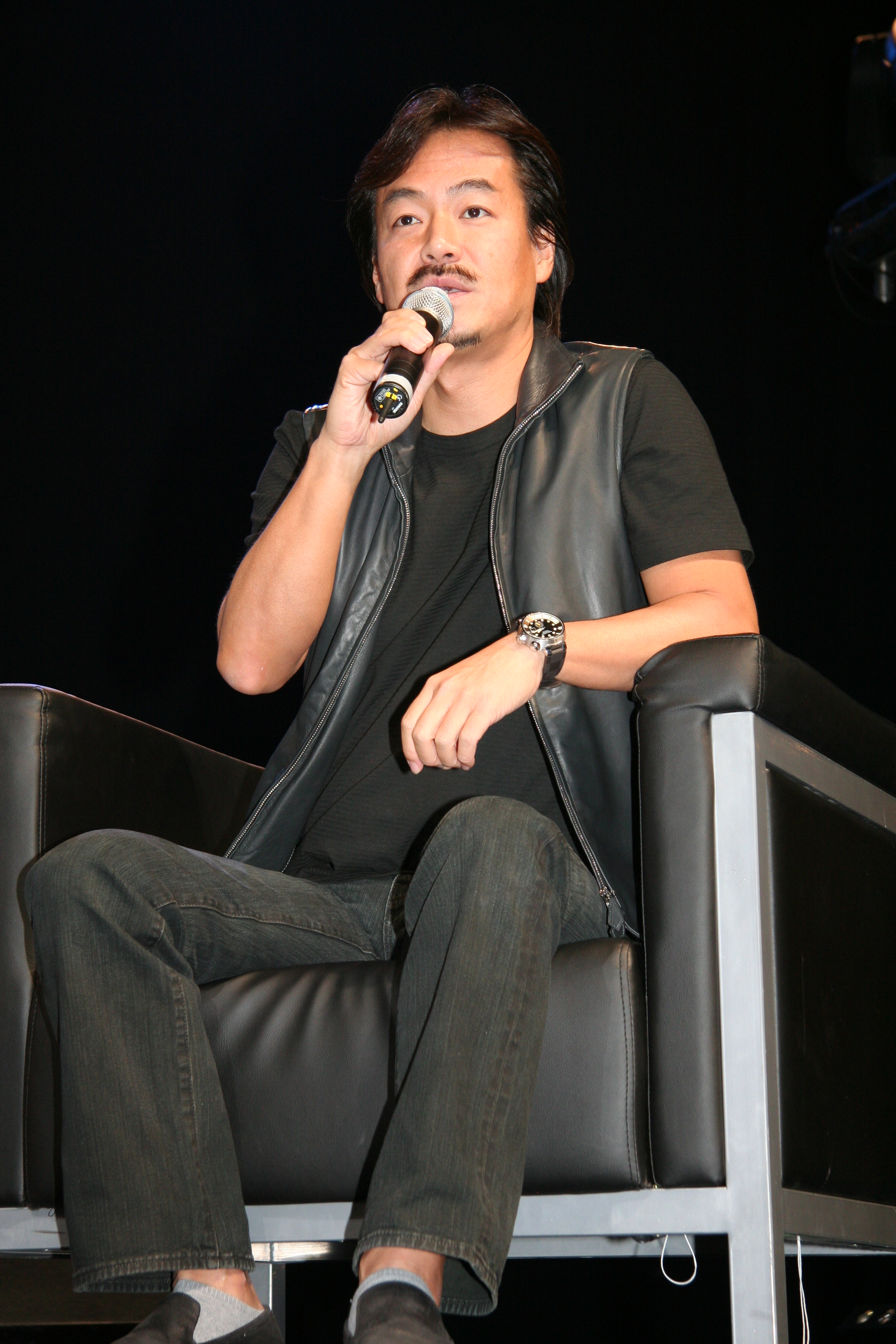
Hironobu Sakaguchi (* 1962)

- Sakaguchi, Hisashi (1946–1995), japanischer Manga-Zeichner und Zeichentrickregisseur
- Sakaguchi, Kenji (* 1975), japanischer Fußballspieler
- Sakaguchi, Kin’ichirō (1897–1994), japanischer Mikrobiologe
- Sakaguchi, Mizuho (* 1987), japanische Fußballspielerin
- Sakaguchi, Moeno (* 1992), japanische Fußballspielerin
- Sakaguchi, Ryōhei (* 1997), japanischer Hindernisläufer
- Sakaguchi, Shimon (* 1951), japanischer Immunologe
- Sakaguchi, Shizuo (1887–1947), Generalleutnant der kaiserlich japanischen Armee
- Sakaguchi, Shōhei, japanischer Skispringer
- Sakaguchi, Shōi (* 1999), japanischer Fußballspieler
- Sakaguchi, Yoshihiro, japanischer Videospiel-Komponist
- Sakaguchi, Yurika (* 1994), japanische Beachvolleyballspielerin
- Sakai Takashi (1887–1946), japanischer Generalleutnant
- Sakai, Daisuke (* 1987), japanischer Eishockeytorwart
- Sakai, Daisuke (* 1997), japanischer Fußballspieler
- Sakai, Eiichi (* 1939), japanischer Badmintonspieler
- Sakai, Frankie (1929–1996), japanischer Schauspieler, Komiker und Musiker
- Sakai, Gōson (* 1996), deutsch-japanischer Fußballspieler
- Sakai, Gōtoku (* 1991), japanischer FußballspielerGōtoku Sakai (* 1991)

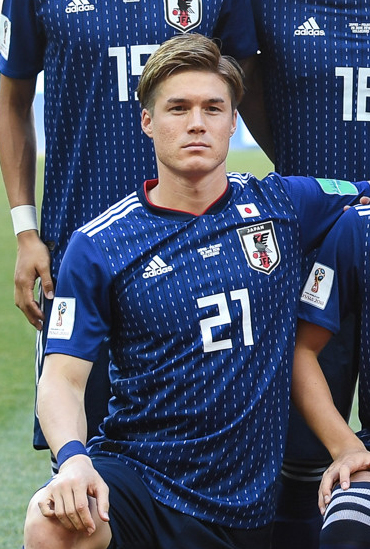
Gōtoku Sakai (* 1991)

- Sakai, Hideo (1909–1996), japanischer Fußballspieler
- Sakai, Hiroki (* 1990), japanischer Fußballspieler
- Sakai, Hiroshi (* 1976), japanischer Fußballspieler
- Sakai, Hiroto (* 1989), japanischer Fußballspieler
- Sakai, Hōitsu (1761–1828), japanischer Maler der Kōrin-Schule
- Sakai, Kazumasa (* 1990), japanischer Badmintonspieler
- Sakai, Kentarō (* 1975), japanischer Fußballspieler
- Sakai, Maki (* 1970), japanische Schauspielerin
- Sakai, Mayu (* 1982), japanische Mangaka (seit 2000)
- Sakai, Naoki (* 1975), japanischer Fußballspieler
- Sakai, Noriyoshi (* 1992), deutsch-japanischer Fußballspieler
- Sakai, Paul Toshihiro (* 1960), japanischer Geistlicher, römisch-katholischer Weihbischof in Osaka-Takamatsu
- Sakai, Richard (* 1954), US-amerikanischer Produzent für Film und Fernsehen
- Sakai, Ryō (* 1977), japanischer Fußballspieler
- Sakai, Ryūichirō (* 1998), japanischer Sprinter
- Sakai, Ryūsuke (* 1988), japanischer Fußballspieler
- Sakai, Saburō (1916–2000), japanischer PilotSakai Saburō (1916–2000)

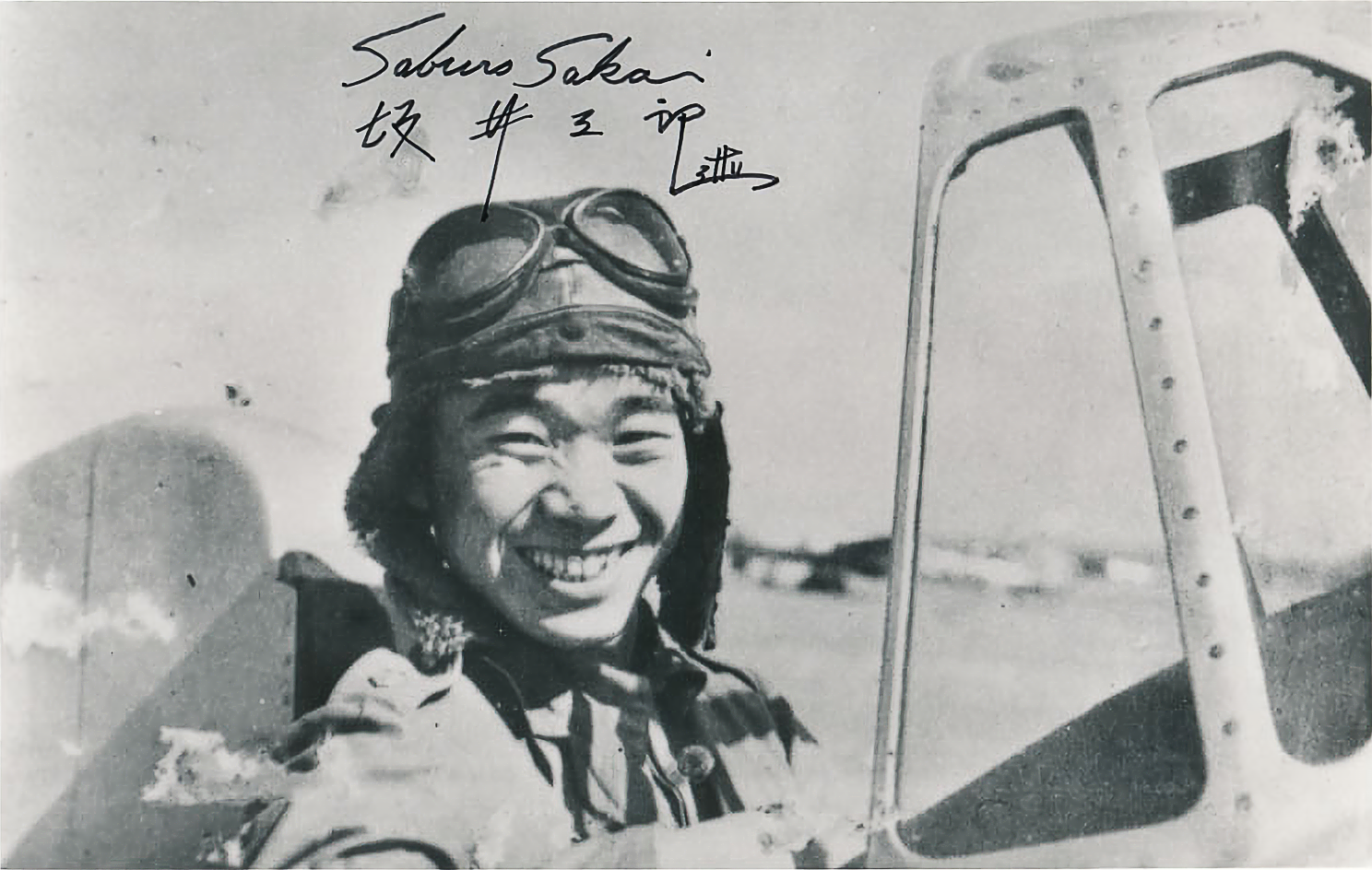
Sakai Saburō (1916–2000)

- Sakai, Sanryō (1897–1969), japanischer Maler der Nihonga-Richtung
- Sakai, Seiichirō (1905–1993), japanischer Schriftsteller
- Sakai, Shin-ichi (* 1955), japanischer Umweltwissenschaftler und Hochschullehrer
- Sakai, Shōgo (* 1988), japanischer Fußballspieler
- Sakai, Shōichirō (* 1928), japanischer Mathematiker
- Sakai, Shūichi (* 1996), japanischer Fußballspieler
- Sakai, Tadakiyo (1624–1681), japanischer Fudai-Daimyō
- Sakai, Takamasa (* 1988), japanischer Fußballspieler
- Sakai, Takumi (* 1998), japanischer Fußballspieler
- Sakai, Tatsuma (* 1996), japanischer Fußballspieler
- Sakai, Tatsuya (* 1990), japanischer Fußballspieler
- Sakai, Tomoyuki (* 1979), japanischer Fußballspieler
- Sakai, Toshihiko (1871–1933), japanischer Politiker
- Sakai, Toshiki (* 1993), japanischer Fußballspieler
- Sakai, Toshiyuki (* 1964), japanischer Eishockeyspieler
- Sakai, Ushio (1934–2012), japanischer Jazzmusiker
- Sakai, Yōhei (* 1986), japanischer Fußballspieler
- Sakai, Yōji (* 1977), japanischer Fußballspieler
- Sakai, Yui (* 1987), japanische Shorttrackerin
- Sakai, Yuki (* 1989), japanische Fußballspielerin
- Sakaida, Kakiemon (1596–1666), japanischer Maler
- Sakaiya, Keisuke (* 2005), japanischer Fußballspieler
- Sakaiya, Taichi (1935–2019), japanischer Wirtschaftswissenschaftler und Autor
- Sakajew, Achmed Chalidowitsch (* 1959), tschetschenischer Schauspieler und PolitikerAchmed Chalidowitsch Sakajew (* 1959)

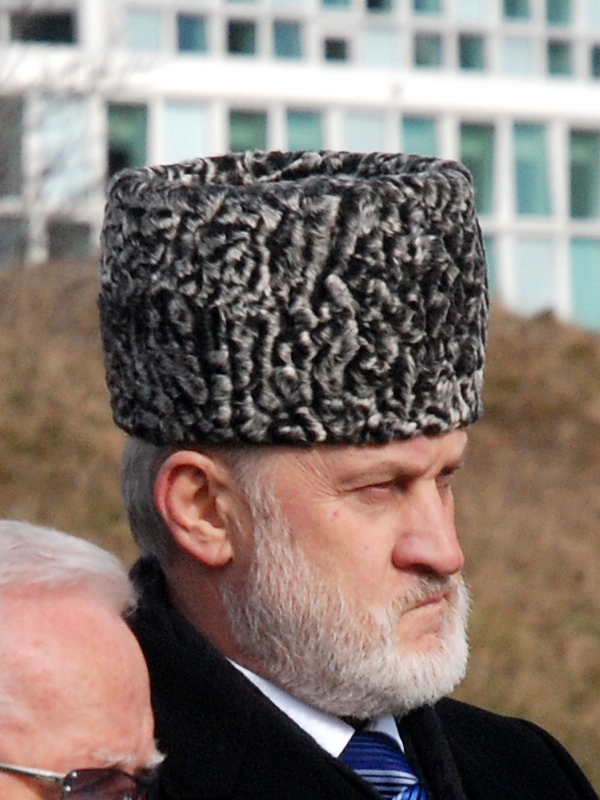
Achmed Chalidowitsch Sakajew (* 1959)

- Sakajew, Konstantin Rufowitsch (* 1974), russischer Schachmeister
- Sakaki, Hiroyuki (* 1944), japanischer Physiker
- Sakaki, Hyakusen (1697–1752), japanischer Maler
- Sakaki, Shōta (* 1993), japanischer Fußballspieler
- Sakakibara, Haruna (* 1994), japanische Ruderin
- Sakakibara, Keigo (* 2000), japanischer Fußballspieler
- Sakakibara, Kyōta (* 2001), japanischer Fußballspieler
- Sakakibara, Saya (* 1999), australische Radrennfahrerin
- Sakakibara, Shihō (1887–1971), japanischer Maler
- Sakakibara, Shikō (1895–1969), japanischer Maler
- Sakakibara, Shumpei (* 1926), japanischer Chemiker (Peptid-Synthese)
- Sakakibara, Taizan (1892–1963), japanischer Maler der Nihonga-Richtung
- Sakakibara, Yasumasa (1548–1606), japanischer Feldherr
- Sakakura, Junzō (1901–1969), japanischer Architekt
- Sakakura, Yūji (* 1967), japanischer Fußballspieler
- Sakal, Ali (* 1983), türkischer Fußballspieler
- Sakala, Eunice (* 2002), sambische Fußballspielerin
- Sakala, Fashion (* 1997), sambischer Fußballspieler
- Sakala, Filip (* 1996), tschechischer Skispringer
- Sakala, Jaroslav (* 1969), tschechischer Skispringer
- Sakalak, Dionis (* 1913), griechisch-türkischer Basketballspieler
- Sakalas, Aloyzas (1931–2022), litauischer Politiker, MdEP
- Sakalauskas, Benjaminas (* 1955), litauischer Forstmann und Kommunalpolitiker
- Sakalauskas, Rimantas (* 1951), litauischer Bildhauer
- Sakalauskas, Romualdas (1928–2015), litauischer Bauingenieur und Politiker, Bauminister Sowjetlitauens
- Sakalauskas, Šarūnas (* 1960), litauischer Basketballtrainer
- Sakalauskas, Vaidas (* 1971), litauischer Schachspieler und -trainer
- Sakalauskas, Vytautas (1933–2001), litauischer Politiker und Ministerpräsident
- Šakalienė, Dovilė (* 1978), litauische Politikerin (LVŽS) und RechtspsychologinDovilė Šakalienė (* 1978)

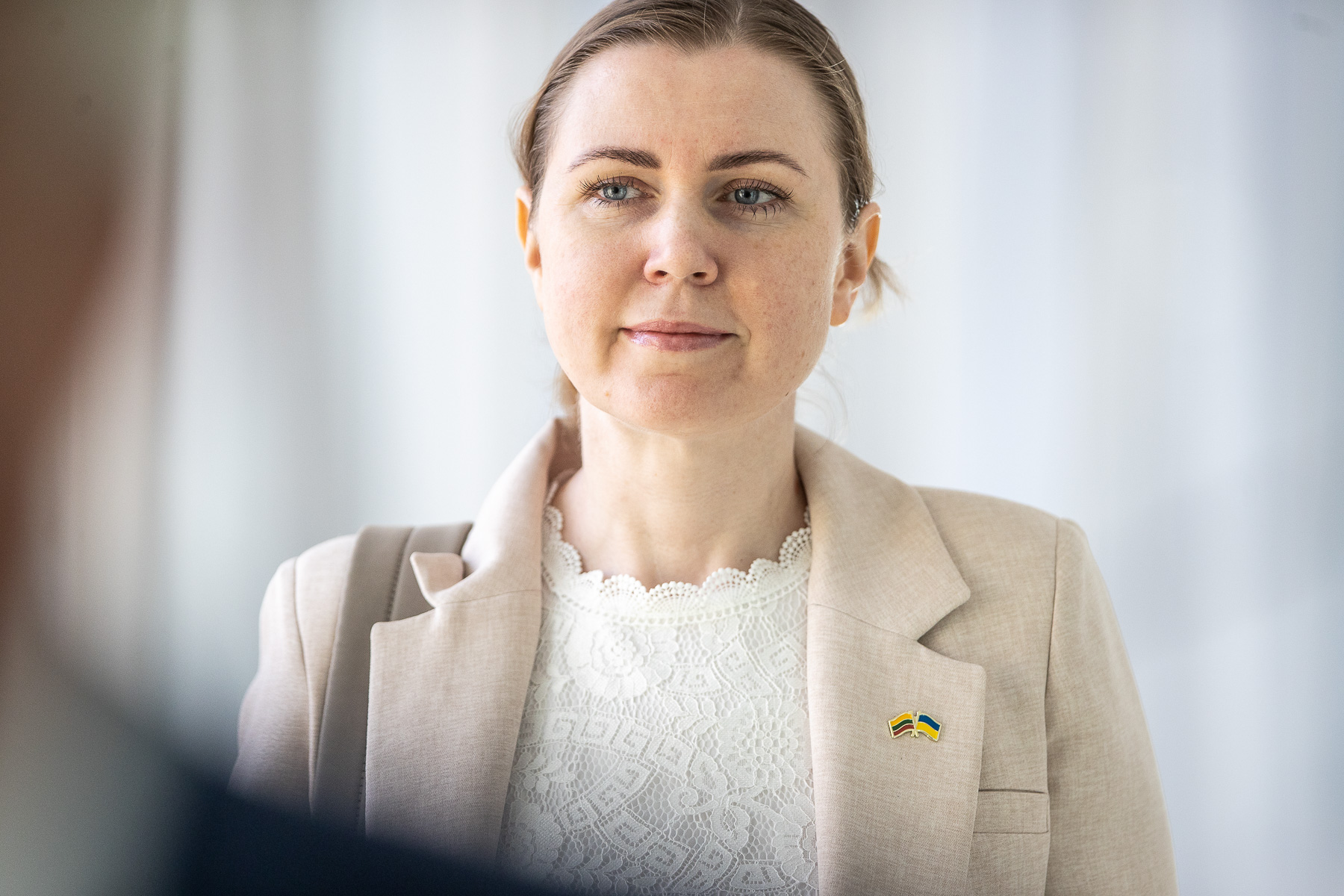
Dovilė Šakalienė (* 1978)

- Sakaliew, Stojko (* 1979), bulgarischer Fußballspieler
- Šakalinis, Petras (1948–2007), litauischer Politiker
- Sakalnyzkyj, Marjan (* 1994), ukrainischer Geher
- Sakalouski, Sjarhej (* 1976), belarussischer Biathlet und Trainer
- Sakálová, Eva (* 1985), slowakische Schauspielerin
- Sakaluk, T. J. (* 1983), kanadischer Eishockeyspieler
- Šakalys, Algirdas (* 1942), litauischer Transportwissenschaftler und Politiker, Vizeminister
- Šakalytė, Gintarė (* 1965), litauische Kardiologin, Gesundheitspolitikerin und Vizeministerin
- Sakama, François (* 1986), vanuatuischer Fußballspieler
- Sakamaki, Kazuo (1918–1999), japanischer MarineleutnantSakamaki Kazuo (1918–1999)

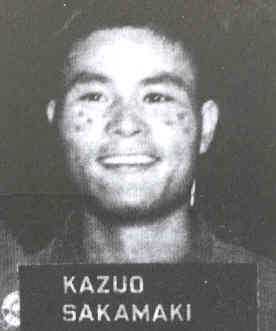
Sakamaki Kazuo (1918–1999)

- Sakamoto, Blake (* 1961), US-amerikanischer Rockmusiker
- Sakamoto, Hanjirō (1882–1969), japanischer Maler
- Sakamoto, Iori (* 2004), japanischer Fußballspieler
- Sakamoto, Isa (* 2003), japanischer Fußballspieler
- Sakamoto, Kakeru (* 2000), japanischer Fußballspieler
- Sakamoto, Kaori (* 2000), japanische Eiskunstläuferin
- Sakamoto, Kazuki (* 1990), japanischer Fußballspieler
- Sakamoto, Kazunari (* 1943), japanischer Architekt
- Sakamoto, Kazuto (* 1991), japanischer Fußballspieler
- Sakamoto, Kei (* 2001), japanischer Fußballspieler
- Sakamoto, Kiriya (* 2003), japanischer Fußballspieler
- Sakamoto, Kōdai (* 1995), japanischer Fußballspieler
- Sakamoto, Kōji (* 1978), japanischer Fußballspieler
- Sakamoto, Kōki (* 1999), japanischer Fußballspieler
- Sakamoto, Kyū (1941–1985), japanischer Sänger und SchauspielerKyū Sakamoto (1941–1985)

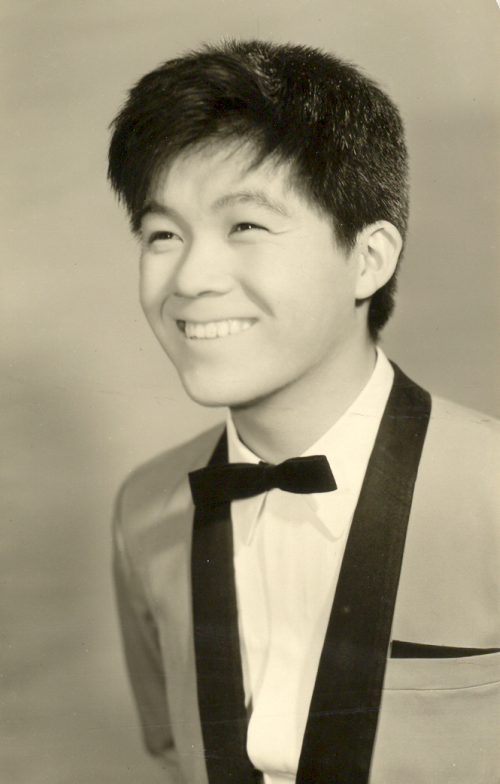
Kyū Sakamoto (1941–1985)

- Sakamoto, Maaya (* 1980), japanische Sängerin und Synchronsprecherin
- Sakamoto, Masaki (* 1996), japanischer Fußballspieler
- Sakamoto, Masako (* 1972), japanische Badmintonspielerin
- Sakamoto, Masataka (* 1978), japanischer Fußballspieler
- Sakamoto, Nanaka (* 1996), japanische Volleyballspielerin
- Sakamoto, Naoko (* 1980), japanische Langstreckenläuferin
- Sakamoto, Pedro (* 1993), brasilianischer Tennisspieler
- Sakamoto, Rei (* 2006), japanischer Tennisspieler
- Sakamoto, Reiko (* 1939), japanische Mathematikerin
- Sakamoto, Riho (* 1992), japanische Fußballspielerin
- Sakamoto, Ryōma (1836–1867), japanischer Samurai, Wegbereiter der Meiji-Restauration
- Sakamoto, Ryūichi (1952–2023), japanischer Komponist, Pianist, Produzent und Schauspieler
- Sakamoto, Ryūsuke (* 1984), japanischer Tischtennisspieler
- Sakamoto, Shin’ichi (* 1972), japanischer Comiczeichner
- Sakamoto, Shōgo (* 1993), japanischer Schauspieler
- Sakamoto, Shōichirō (* 1995), japanischer Fußballspieler
- Sakamoto, Shūichi (* 1979), japanischer Badmintonspieler
- Sakamoto, Shūsuke (* 1993), japanischer Fußballspieler
- Sakamoto, Takehiro (* 1976), japanischer Freestyle-Skier
- Sakamoto, Takehisa (* 1971), japanischer Fußballspieler
- Sakamoto, Tarō (1901–1987), japanischer Historiker
- Sakamoto, Tatsuhiro (* 1996), japanischer Fußballspieler
- Sakamoto, Tsutomu (* 1962), japanischer Radrennfahrer
- Sakamoto, Yoshio (* 1959), japanischer Spieleentwickler und Manager
- Sakamoto, Yoshiyuki (* 1972), japanischer Fußballspieler
- Sakamoto, Yōsuke (* 1974), japanischer Fußballspieler
- Sakamoto, Yūji (* 1967), japanischer Drehbuchautor
- Sakamoto, Yukio (1947–2024), japanischer Manager
- Sakamura, Ken (* 1951), japanischer Informatiker, Hochschullehrer
- Sakandelidse, Surab (1945–2004), sowjetischer Basketballspieler
- Sakane, Tazuko (1904–1975), japanische Filmregisseurin, Drehbuchautorin und Filmeditorin
- Sakanishi, Shio (1896–1976), japanische Sozialkritikerin und Essayistin
- Sakano, Toyofumi (* 1990), japanischer Fußballspieler
- Sakano, Yukio (* 1976), japanischer Skispringer
- Sakanogo, Amadou (* 1966), ivorischer Fußballspieler
- Sakanoko, Moustapha (* 1990), ivorischer Fußballspieler
- Sakaoglu, Sinem, türkisch-amerikanisch-deutsche Puppentrickfilm-Regisseurin
- Şakar, Ertuğrul (* 1977), türkischer Schauspieler
- Sakar, Faik (* 2008), deutscher Fußballspieler
- Şakar, Fatma (* 1999), deutsche Fußballspielerin
- Şakar, Zafer (* 1985), türkischer Fußballspieler
- Sakara, Julia (* 1969), simbabwische Mittelstreckenläuferin
- Sakaran, Dandai (1930–2021), malaysischer Politiker, Ministerpräsident von Sabah, zeremonielles Staatsoberhaupt von Sabah
- Sakari, Aimo (1911–2001), finnischer Romanist, Provenzalist, Mediävist und Übersetzer
- Sakari, Charli M., Astronomin
- Sakari, Joy (* 1986), kenianische Sprinterin
- Sakari, Pétur (* 1992), finnischer Organist
- Sakarijanow, Tölegen (* 1961), kasachischer Politiker
- Sakarin Krue-On (* 1965), thailändischer Künstler
- Sakarin Sanajag (* 2004), thailändischer Fußballspieler
- Sakarin, Ilnur Asatowitsch (* 1989), russischer StraßenradrennfahrerIlnur Asatowitsch Sakarin (* 1989)

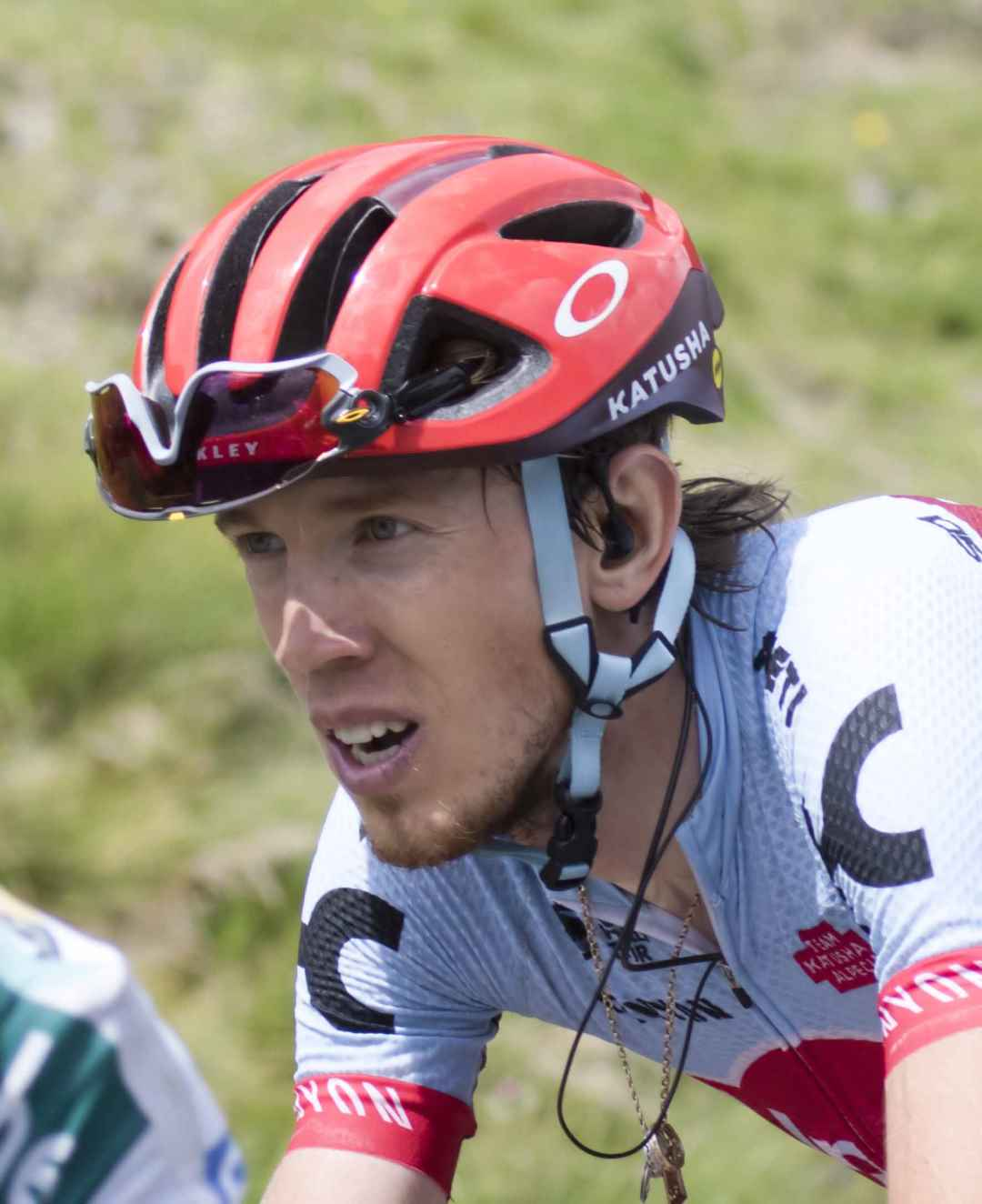
Ilnur Asatowitsch Sakarin (* 1989)

- Sakarjan, Armen Igitowitsch (* 1989), russischer Boxer
- Sakarjan, Lussine (1937–1992), sowjetisch-armenische Opernsängerin (Sopran)
- Sakarjan, Wardan (* 1970), deutscher Boxer armenischer Herkunft
- Sakarljuk, Marianna (* 1996), ukrainische Tennisspielerin
- Sakas, Maruan (* 1985), deutscher Musiker (Piano, Komposition, Arrangement)
- Sakaschansky, Maxim (1885–1952), Kabarettist
- Sakashita, Hiroyuki (* 1959), japanischer Fußballspieler und -trainer
- Sakashita, Satoshi (* 1989), japanischer Shorttracker
- Sakasow, Janko (1860–1941), bulgarischer Politiker
- Sakata Shōichi (1911–1970), japanischer Physiker
- Sakata Tōjūrō IV. (1931–2020), japanischer Kabuki-Darsteller
- Sakata, Akihiro (* 1984), japanischer Fußballspieler
- Sakata, Akira (* 1945), japanischer Jazzmusiker
- Sakata, Daiki (* 1994), japanischer Fußballspieler
- Sakata, Daisuke (* 1983), japanischer Fußballspieler
- Sakata, Harold (1920–1982), US-amerikanischer Schauspieler japanischer Abstammung
- Sakata, Hiroo (1925–2005), japanischer Dichter und Schriftsteller
- Sakata, Kazuo (1889–1956), japanischer Maler
- Sakata, Kazuto (* 1966), japanischer Motorradrennfahrer
- Sakata, Megumi (* 1971), japanische Fußballtorhüterin
- Sakata, Naoko (* 1983), japanische Jazzmusikerin (Piano, Komposition)
- Sakata, Reiya (* 2004), japanischer Fußballspieler
- Sakata, Ryōta (* 1992), japanischer Fußballspieler
- Sakata, Takefumi (* 1980), japanischer Boxer im Fliegengewicht
- Sakata, Tōjūrō I. (1647–1709), japanischer Kabuki-Darsteller
- Sakata, Tomoki (* 1993), japanischer Pianist
- Śākaṭāyana, Grammatiker des alten Indien
- Sakate, Yōji (* 1962), japanischer Dramatiker
- Sakato, Mami, japanische Kirchenmusikerin und Konzertorganistin
- Sakatsume, Himeno (* 2001), japanische Tennisspielerin
- Sakaue, Yōko (* 1968), japanische Judoka
- Sakaye, nubische Königsmutter
- Sakazume, Ryōsuke (* 1990), japanischer Shorttracker

### Sakc
- Sakchai Sim Ngam (* 1952), thailändischer Snookerspieler

### Sakd
- Sakda Fai-in (* 1991), thailändischer Fußballspieler
- Sakda Joemdee (* 1982), thailändisch-vietnamesischer Fußballspieler
- Sakda Kumkun (* 1990), thailändischer Fußballspieler
- Sakda Manchart (* 1997), thailändischer Fußballspieler
- Sakdarin Mingsamorn (* 1988), thailändischer Fußballspieler
- Sakdiphonlasep (1785–1832), siamesischer Uparat (1824–1832)
- Sakdisek Kosol (* 2004), thailändischer Fußballspieler

### Sake
- Sake, Tichani (* 2001), surinamischer Hochspringer
- Sakeerin Teekasom (* 1990), thailändischer Fußballspieler
- Sakeh, Bürgermeister von Memphis
- Sakel, Manfred (1900–1957), polnischer Psychiater
- Sakellarakis, Jannis (1936–2010), griechischer Klassischer Archäologe
- Sakellaridi, Sapfo (* 2003), griechische Tennisspielerin
- Sakellaridis, Gavriil (* 1980), griechischer Wirtschaftsexperte und Politiker (Partei Syriza)
- Sakellaridis, Stefanos (* 2004), griechischer Tennisspieler
- Sakellaridis-Mangouras, Neofytos (* 1989), griechischer Bahn- und Straßenradrennfahrer
- Sakellaridou, Rena (* 1955), griechische Architektin
- Sakellariou, Jannis (1939–2019), deutscher Politiker (SPD), MdEP
- Sakellariou, Nikolaos (* 1962), deutscher Politiker (SPD), MdL
- Sakellaropoulou, Katerina (* 1956), griechische Juristin und Richterin am Obersten Verwaltungsgerichtshof Griechenlands, Staatspräsidentin von GriechenlandKaterina Sakellaropoulou (* 1956)

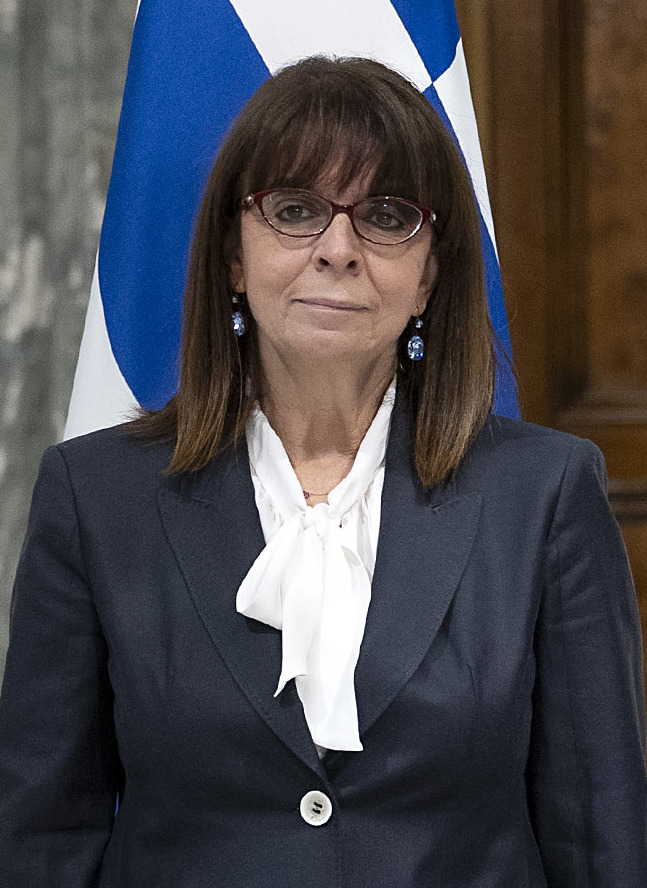
Katerina Sakellaropoulou (* 1956)

- Sakemoto, Noriyuki (* 1984), japanischer Fußballspieler
- Saker, Alfred (1814–1880), britischer baptistischer Missionar, Bibelübersetzer in Duala und Dorfgründer von Victoria in Kamerun
- Saker, Frank (1907–1980), kanadischer Kanute
- Sakevych-Dallas, Yevhenia (1925–2014), ukrainischstämmige Überlebende des Holodomor, Buchautorin und Model
- Sakey, Marcus (* 1974), US-amerikanischer Krimiautor

### Sakh
- Sakharov, Alik (* 1959), US-amerikanischer Kameramann und Filmregisseur sowjetischer Herkunft
- Sakharov, Gleb (* 1988), französischer Tennisspieler
- Sakheim, Arthur (1889–1931), deutscher Journalist, Schriftsteller und Dramaturg
- Sakhi, Hamza (* 1996), marokkanisch-französischer Fußballspieler
- Sakhi, Homayun (* 1976), afghanischer Rubab-Spieler
- Sakhizada, Faisal (* 1990), afghanischer Fußballspieler
- Sakhno, Ivanna (* 1997), ukrainisch-amerikanische SchauspielerinIvanna Sakhno (* 1997)

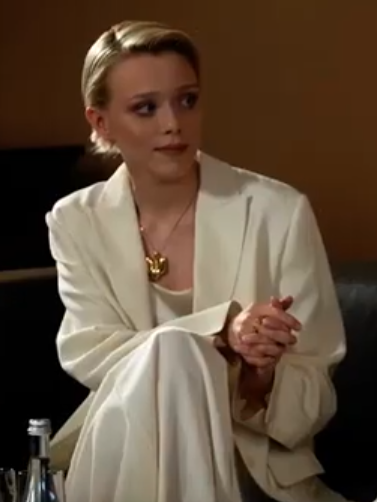
Ivanna Sakhno (* 1997)

- Sakho, Diafra (* 1989), senegalesisch-französischer Fußballspieler
- Sakho, Lamine (* 1977), senegalesischer Fußballspieler
- Sakho, Mamadou (* 1951), senegalesischer Ringer
- Sakho, Mamadou (* 1990), französischer Fußballspieler
- Sakho, Mohamed (* 1988), guineischer Fußballspieler
- Sakhorn Khanthasit (* 1971), thailändische Rollstuhltennisspielerin
- Sakhri, Sid-Ali (* 1961), algerischer Marathonläufer

### Saki
- Saki (1870–1916), englischer Schriftsteller und Satiriker
- Saki, Gökhan (* 1983), niederländisch-türkischer KickboxerGökhan Saki (* 1983)

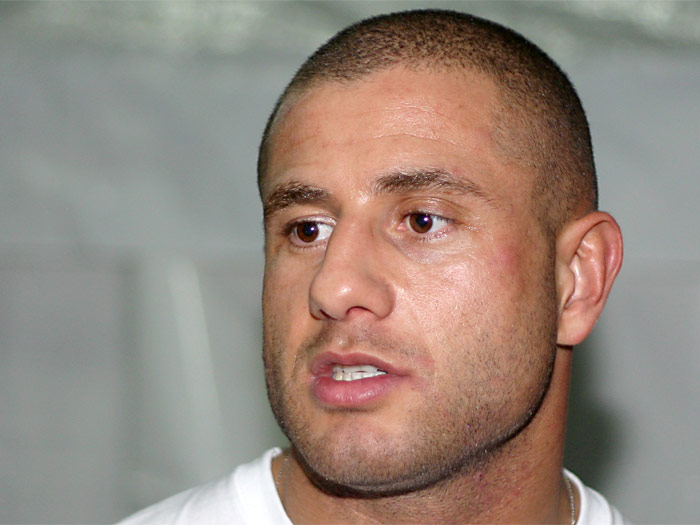
Gökhan Saki (* 1983)

- Saki, Lydie (* 1984), ivorische Fußballspielerin
- Saki, Ryūzō (1937–2015), japanischer Schriftsteller
- Sakic, Achim (* 1965), deutscher Künstler
- Šakić, Dinko (1921–2008), kroatischer KZ-Kommandant und Kriegsverbrecher
- Sakic, Emanuel (* 1991), österreichischer Fußballspieler
- Sakic, Joe (* 1969), kanadischer Eishockeyspieler
- Šakić, Marko (* 1994), kroatischer Eishockeyspieler und -trainer
- Šakić, Nada (1926–2011), kroatische KZ-Wächterin
- Sakić, Sinan (1956–2018), serbischer Turbo-Folk-Sänger
- Šakickienė, Birutė (* 1968), litauische Ruderin
- Sakiewicz, Tomasz (* 1967), polnischer Journalist und Schriftsteller
- Sakijew, Radik Mansurowitsch (* 1986), russischer Eishockeyspieler
- Sakık, Şemdin (* 1959), kurdisches PKK-Mitglied, Kommandeur der Guerilla-Einheiten der PKK
- Sakık, Sırrı (* 1957), türkischer Politiker, Bürgermeister
- Sakimoto, Shinsuke (* 1982), japanischer Fußballspieler
- Sakīna bint al-Husain († 735), Nachkomme des islamischen Propheten Muhammad und die Tochter von al-Ḥusain bin ʿAlī
- Šakinis, Juozas (* 1946), litauischer Politiker
- Sakirkin, Oleg (1966–2015), kasachischer Leichtathlet
- Şakiro (1936–1996), kurdischer Dengbêj
- Säkirow, Ämir (* 1997), kasachischer Breakdancer
- Sakirow, Kamil Mjaskutowitsch (* 1998), russischer Fußballspieler
- Sakirowa, Sarija Magrupowna (* 1964), sowjetische Ruderin
- Sakisaka, Io (* 1975), japanische Mangaka
- Sakisaka, Itsurō (1897–1985), japanischer Wirtschaftswissenschaftler
- Sakita, Bunji (1930–2002), japanischer Physiker
- Sakiya, Seiichi (* 1950), japanischer Fußballspieler
- Sakiyama, Yuta (* 1996), japanischer Speerwerfer
- Sakizli, Muhammad (1892–1976), libyscher Politiker, Premierminister von Libyen (1954)

### Sakk
- Säkk, Eduard (1875–1943), estnischer Ingenieur, Industrieller und Politiker
- Sakka, Keisei (1902–1994), koreanisch-japanischer Musikwissenschaftler, Musikkritiker und Musikschriftsteller
- Sakkākī, tschagatai-türkischer Dichter
- Sakkalin (1840–1904), König des Reiches Luang Phrabang
- Sakkarawit Nimma (* 1996), thailändischer Fußballspieler
- Sakkari, Maria (* 1995), griechische TennisspielerinMaria Sakkari (* 1995)

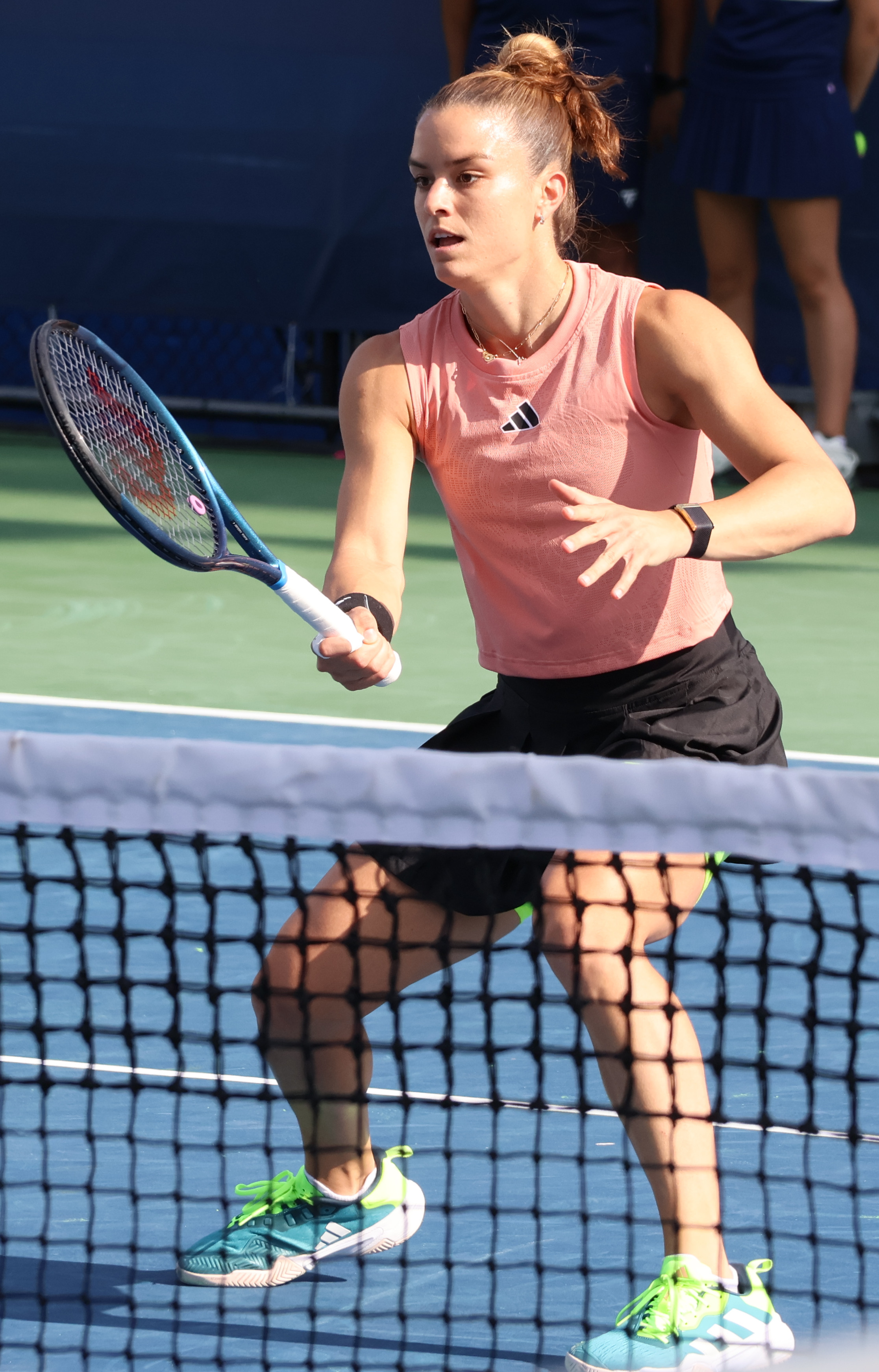
Maria Sakkari (* 1995)

- Sakkas, Konstantin (* 1982), deutscher Publizist und Journalist
- Sakkas, Spyros (* 1938), griechischer Opernsänger (Bariton)

### Sakl
- Saklil, John Philip (1960–2019), indonesischer Geistlicher, römisch-katholischer Bischof von Timika
- Saklinskaja, Jelena Dmitrijewna (1910–1989), sowjetische Geologin und Palynologin

### Sakm
- Sakmann, Bert (* 1942), deutscher Mediziner und Nobelpreisträger
- Sakmann, Paul (1864–1936), deutscher Theologe und Politiker
- Sakmár, Peter (* 1978), slowakischer römisch-katholischer Geistlicher, Apostolischer Administrator von Atyrau

### Sako
- Sako, Bakary (* 1988), französisch-malischer Fußballspieler
- Sako, Hatadou (* 1995), französisch-senegalesische Handballspielerin
- Sako, Louis Raphaël I. (* 1948), irakischer Geistlicher, Patriarch von Bagdad der chaldäisch-katholischen KircheLouis Raphaël I. Sako (* 1948)

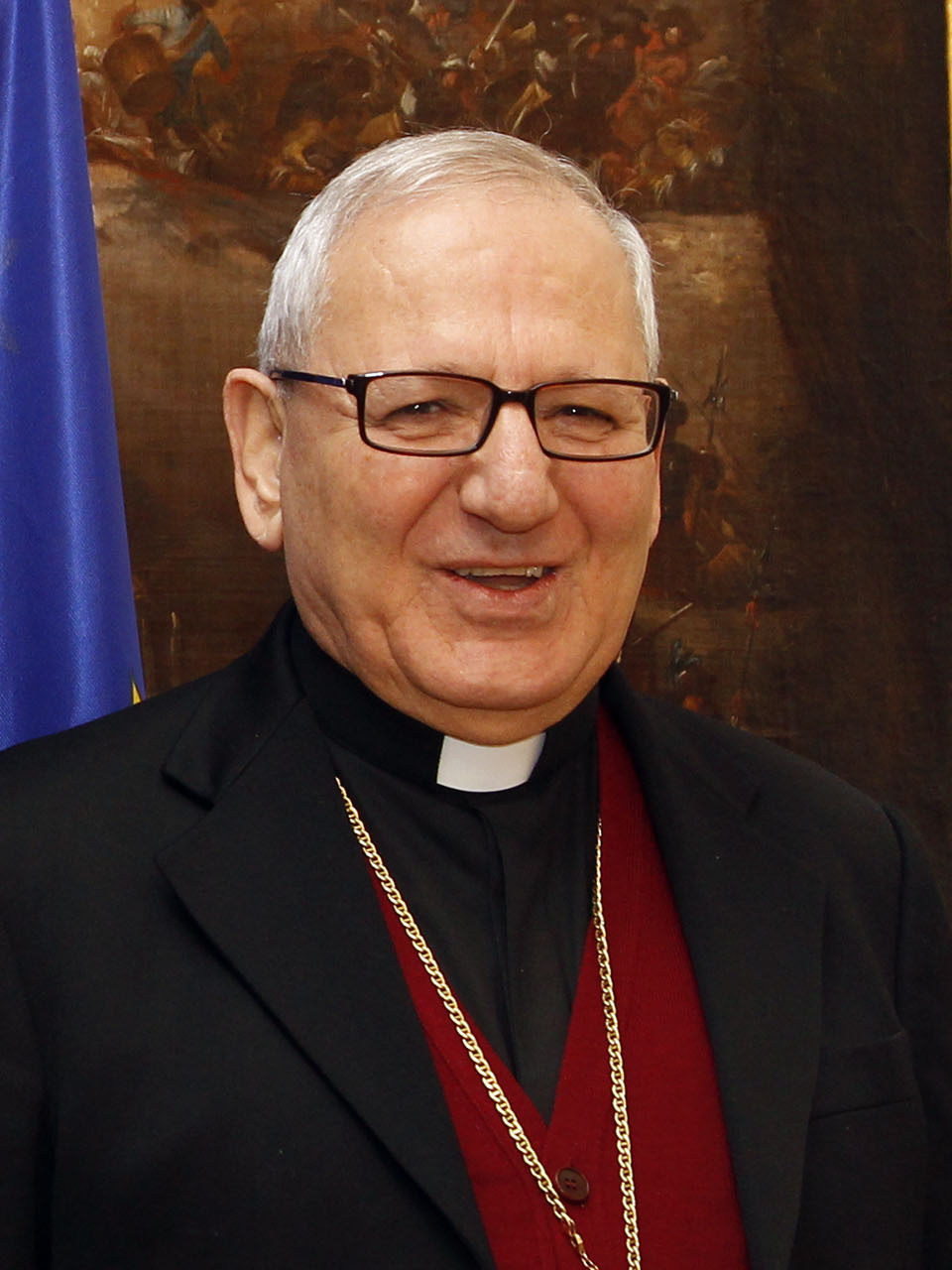
Louis Raphaël I. Sako (* 1948)

- Sako, Maaya (* 2002), japanischer Fußballspieler
- Sako, Morike (* 1981), französischer Fußballspieler
- Sako, Neal (* 1998), französischer Basketballspieler
- Sako, Oumar (* 1996), ivorischer Fußballspieler
- Sakoda, Saori (* 1987), japanische Volleyballspielerin
- Sakoh, Sabina, deutsche Malerin
- Sakoi, Shin’ya (* 1977), japanischer Fußballspieler
- Sakolowski, Paul (1872–1913), deutscher Klassischer Philologe und Publizist
- Sakolwach Sakolla (* 1991), thailändischer Fußballspieler
- Sakomorny, Oleg Georgijewitsch (* 1968), sowjetisch-russischer Bildhauer
- Sakonides, attischer Vasenmaler
- Sakonji, Seizō (1879–1969), japanischer Offizier, Vizeadmiral und Kabinettsminister
- Sakor Eyobo, Alex Lodiong (* 1971), südsudanesischer Geistlicher, römisch-katholischer Bischof von Yei
- Sakorafa, Sofia (* 1957), griechische Politikerin (Syriza), MdEP und ehemalige Leichtathletin
- Sakorafos, Menelaos (1870–1943), griechischer Säbelfechter und Ruderer
- Sakordonskaja, Xenija Sergejewna (* 2003), russische Handballspielerin
- Sakota, Dusan (* 1986), griechischer Basketballspieler
- Sakoula, Charikleia (* 1973), griechische Volleyball-Nationalspielerin
- Sakova, Aija (* 1980), estnische Literaturwissenschaftlerin und Autorin
- Saková, Denisa (* 1976), slowakische Politikerin
- Saková, Martina (* 1976), slowakische Filmregisseurin und Produzentin
- Sakovich, Nancy Anne (* 1961), kanadische Schauspielerin
- Sákovics, József (1927–2009), ungarischer Fechter
- Sakow, Dragomir (* 1975), bulgarischer Offizier und Politiker
- Sakow, Gerasim (* 1984), bulgarischer Fußballspieler
- Sakow, Gregor (* 1950), deutscher Autor
- Sakowicz, Kazimierz (1894–1944), polnischer Journalist
- Sakowitsch, Gennadi Wiktorowitsch (* 1931), russischer Chemiker und Hochschullehrer
- Sakoworot, Petro (1871–1951), russischer Fechter
- Sakowska, Ruta (1922–2011), polnische Historikerin
- Sakowski, Helmut (1924–2005), deutscher Schriftsteller
- Sakowski, Kurt (1930–2020), deutscher Leichtathlet
- Sakowski, Paul (1920–2006), deutscher Funktionshäftling und Scharfrichter im KZ Sachsenhausen
- Sakowski, Robert (* 1986), deutscher Fotograf

### Sakr
- Sakr, Jasmina, österreichische Musical-, Opern- und Operettensängerin (Sopran)
- Sakrausky, Oskar (1914–2006), österreichischer lutherischer Theologe und Bischof
- Sakrausky, Oskar (* 1952), österreichischer evangelischer Geistlicher
- Sakraya, Emilio (* 1996), deutscher SchauspielerEmilio Sakraya (* 1996)

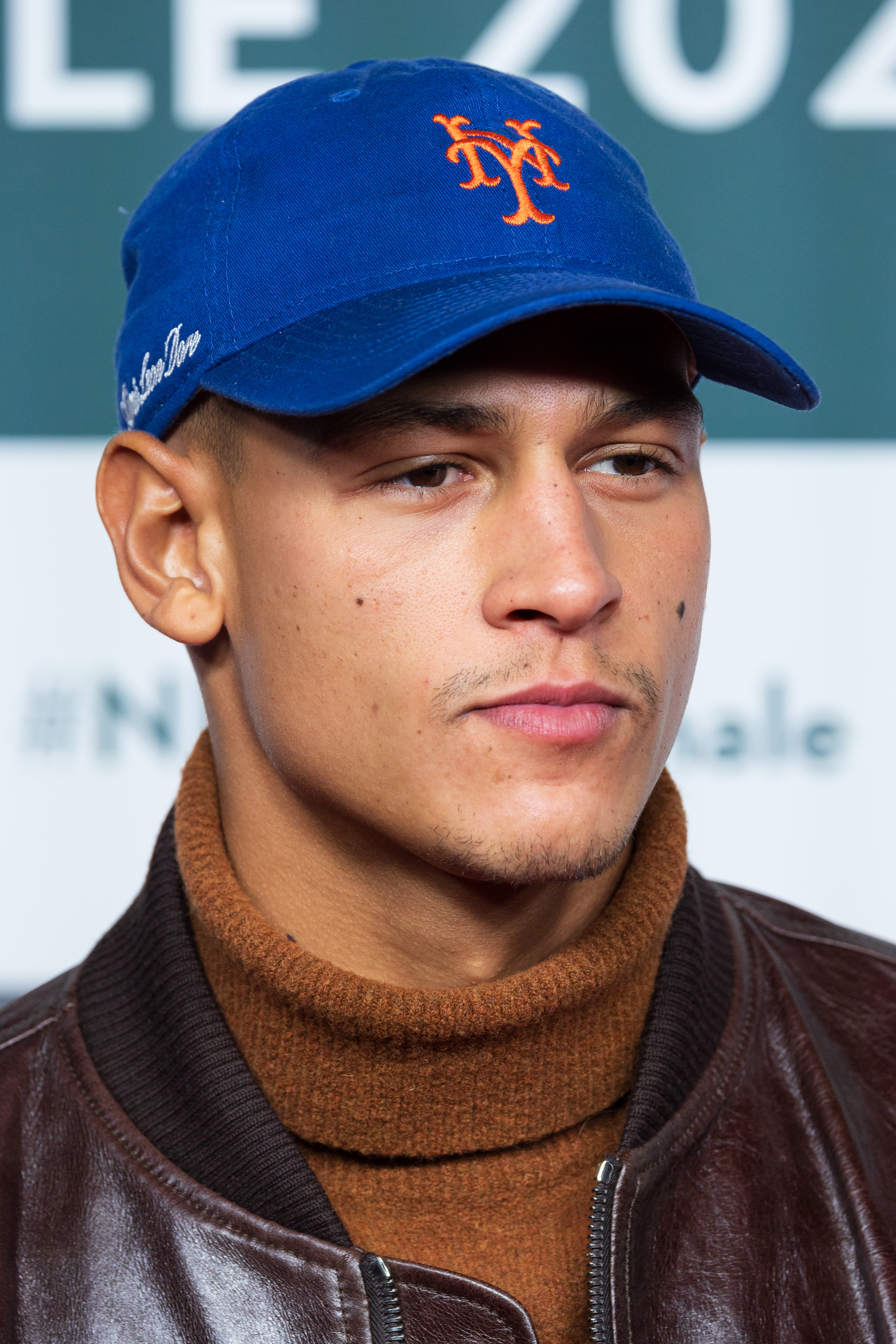
Emilio Sakraya (* 1996)

- Sakrewski, Arseni Andrejewitsch (1783–1865), russischer Politiker
- Sakrewski, Nikolai Wassiljewitsch (1805–1871), russisch-ukrainischer Historiker, Volkskundler und Lexikograph
- Sakrowski, Karin (* 1942), deutsche Künstlerin

### Saks
- Saks, Andreas (1903–1983), sowjetischer Schriftsteller
- Saks, Edgar Valter (1910–1984), estnischer Schriftsteller
- Saks, Gene (1921–2015), US-amerikanischer Regisseur und Schauspieler
- Saks, Kairi, estnische Badmintonspielerin
- Saks, Katrin (* 1956), estnische Politikerin, Mitglied des Riigikogu, MdEP
- Saks, Mady (1941–2006), niederländische Filmregisseurin
- Saks, Michael, US-amerikanischer Informatiker
- Saks, Stanisław (1897–1942), polnischer Mathematiker
- Saks, Tarmo (* 1975), estnischer Fußballspieler
- Saksahanskyj, Panas (1859–1940), ukrainischer Theaterschauspieler und Regisseur
- Saksela, Kalle M. (* 1962), finnischer Virologe
- Saksena, Mohanlal (* 1896), indischer Politiker
- Saksit Jitwichan (* 1997), thailändischer Fußballspieler
- Sakskoburggotski, Kardam (1962–2015), bulgarischer Thronanwärter
- Sakskoburggotski, Kiril (* 1964), bulgarischer Politiker, Physiker und Finanzmakler
- Sakskoburggotski, Simeon (* 1937), letzter bulgarischer Zar (1943–1946), Ministerpräsident der Republik Bulgarien (2001–2005)Simeon Sakskoburggotski (* 1937)

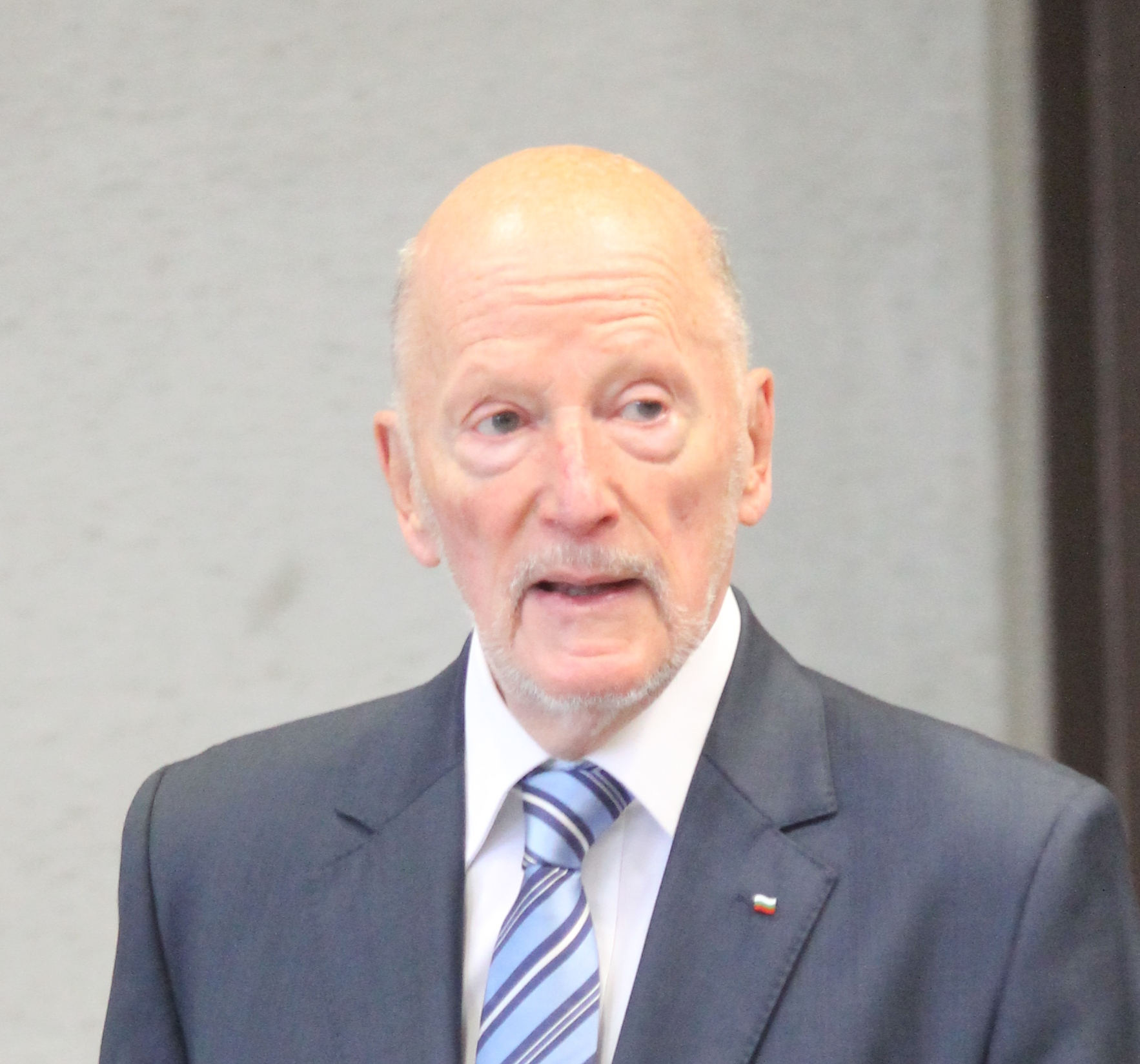
Simeon Sakskoburggotski (* 1937)

- Sakson, Andrzej (* 1952), polnischer Soziologe und Hochschullehrer
- Saksonow, Nikolai Nikolajewitsch (1923–2011), sowjetischer Gewichtheber
- Saksuriya Kulponmueng (* 1979), thailändischer Fußballspieler

### Sakt
- Saktay, Nada (* 1959), tansanischer Marathonläufer

### Saku
- Saku, Dominikus (* 1960), indonesischer Priester, Bischof von Atambua
- Sakuda, Yūji (* 1987), japanischer Fußballspieler
- Sakugawa, Kanga (1733–1815), Meister des frühen okinawanischen Tōde
- Sakuishi, Harold (* 1969), japanischer Manga-Zeichner
- Sakulowski, Horst (* 1943), deutscher Maler, Zeichner, Grafiker und Videokünstler
- Sakulowski, Rolf (* 1968), deutscher Regisseur und Schriftsteller
- Sakuma, Kanae (1888–1970), japanischer Linguist und Psychologe
- Sakuma, Rei (* 1965), japanische Synchronsprecherin und Sängerin
- Sakuma, Rio (* 1997), japanischer Fußballspieler
- Sakuma, Samata (1844–1915), japanischer General und Generalgouverneur des japanischen Taiwan
- Sakuma, Satoru (* 1963), japanischer Fußballspieler
- Sakuma, Shōzan (1811–1864), japanischer Erfinder und Politiker
- Sakuma, Taichi (* 2003), japanischer Fußballspieler
- Sakuma, Yui (* 1995), japanische Schauspielerin und Model
- Sakunchai Saengthopho (* 1999), thailändischer Fußballspieler
- Sakunenko, Dmitri Nikolajewitsch (1930–2014), sowjetischer Eisschnellläufer
- Sakuntaniyom, Pornchai, thailändischer Badmintonspieler
- Sakura, Nichole (* 1989), US-amerikanische Schauspielerin
- Sakuraba, Kazuki (* 1971), japanische Schriftstellerin
- Sakuraba, Motoi (* 1965), japanischer Komponist von Videospielen
- Sakurada, Ichirō (1904–1986), japanischer Chemiker
- Sakurada, Jisuke I. (1734–1806), japanischer Kabukiautor
- Sakurada, Junko (* 1958), japanische Schauspielerin und Sängerin
- Sakurada, Kazuki (* 1982), japanischer Fußballspieler
- Sakurada, Takeshi (1904–1985), japanischer Unternehmer
- Sakuragawa, Megu (* 1988), japanische Seiyū und Rockmusikerin der Band Roselia
- Sakuragawa, Solomon (* 2001), japanischer Fußballspieler
- Sakuragi, J. R. (* 1976), japanisch-US-amerikanischer Basketballspieler
- Sakuragi, Shino (* 1965), japanische Schriftstellerin
- Sakurai, Atsushi (1966–2023), japanischer Rockmusiker
- Sakurai, Biba (* 1989), japanische Shorttrackerin
- Sakurai, David (* 1979), dänisch-japanischer Filmschauspieler und Filmemacher
- Sakurai, Fuga (* 2000), japanischer Fußballspieler
- Sakurai, Heiko (* 1971), politischer Karikaturist in Deutschland
- Sakurai, Hitoshi (* 1967), japanischer Skispringer
- Sakurai, Ikuo, japanischer Jazzmusiker
- Sakurai, Jōji (1858–1939), japanischer Chemiker und Präsident der japanischen Akademie der Wissenschaften
- Sakurai, Jun John (1933–1982), japanischer Physiker
- Sakurai, Kōji (* 1936), japanischer Dreispringer
- Sakurai, Kōtarō (* 1994), japanischer Autorennfahrer
- Sakurai, Masahiro (* 1970), japanischer Game DesignerMasahiro Sakurai (* 1970)

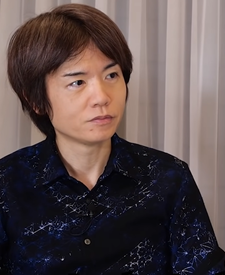
Masahiro Sakurai (* 1970)

- Sakurai, Masato (* 1986), japanischer Fußballspieler
- Sakurai, Mitsuru (* 1956), japanischer Politiker
- Sakurai, Naoto (* 1975), japanischer Fußballspieler
- Sakurai, Riko (* 2003), japanische Skispringerin
- Sakurai, Shigeru (* 1979), japanischer Fußballspieler
- Sakurai, Shō (* 1982), japanischer Sänger und Schauspieler
- Sakurai, Shōgo (* 1984), japanischer Fußballspieler
- Sakurai, Shōzō (1889–1985), japanischer Offizier, Generalleutnant in der Kaiserlich Japanischen Armee
- Sakurai, Takahiro (* 1974), japanischer Synchronsprecher (Seiyū)Takahiro Sakurai (* 1974)

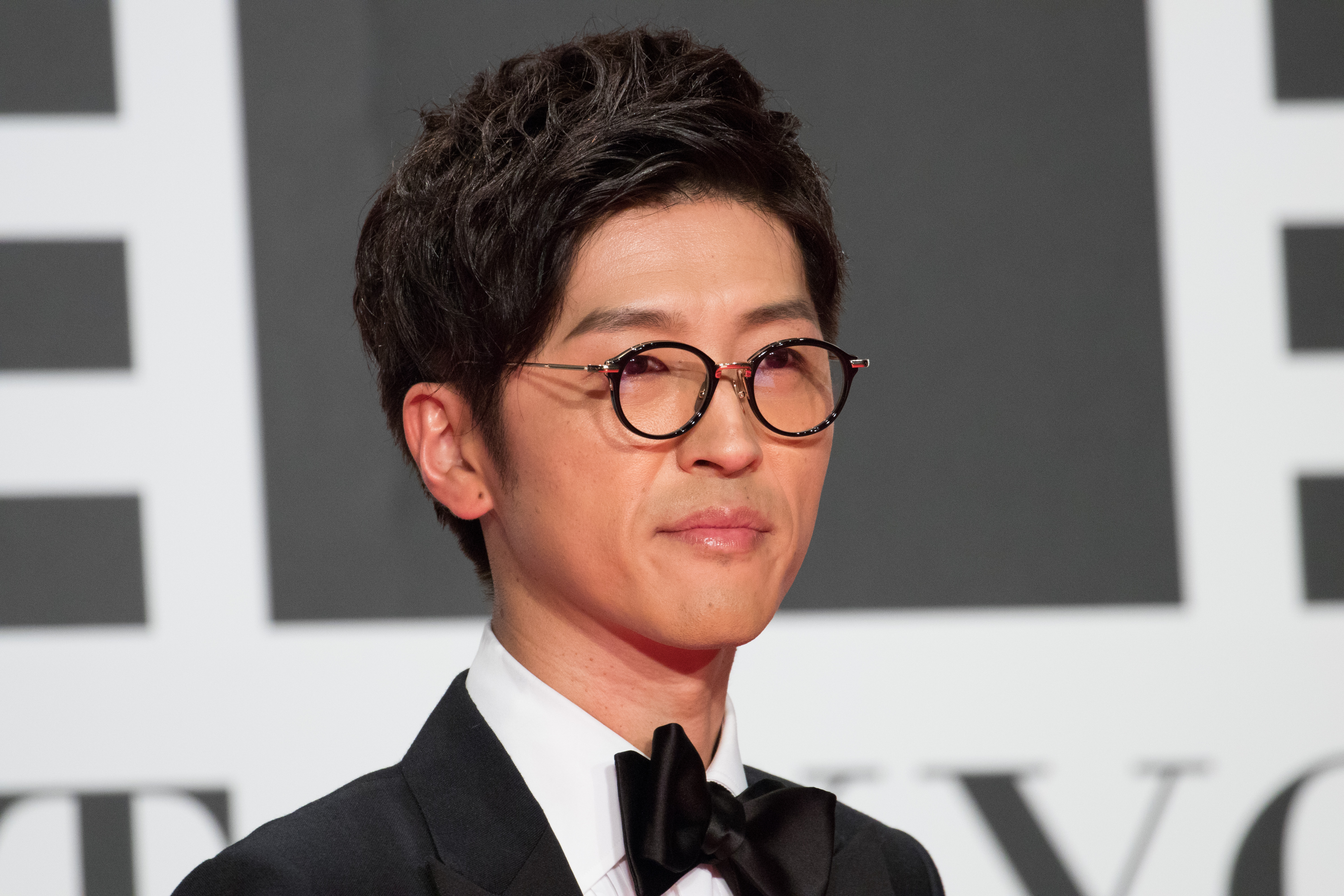
Takahiro Sakurai (* 1974)

- Sakurai, Takao (1941–2012), japanischer Boxer
- Sakurai, Takashi (* 1977), japanischer Fußballspieler
- Sakurai, Tatsunori (* 2002), japanischer Fußballspieler
- Sakurai, Tetsuo (* 1957), japanischer Bassist
- Sakurai, Tokutarō (1897–1980), japanischer Offizier, Generalmajor der Kaiserlich Japanischen Armee
- Sakurai, Tomo (1971–2025), japanische Seiyū
- Sakurai, Tsugumi (* 2001), japanische Ringerin
- Sakurakōji, Kanoko, japanische Mangaka
- Sakurama, Banma (1835–1917), japanischer Nō-Schauspieler
- Sakurama, Kōji (* 1938), japanischer Ringer
- Sakuramachi (1720–1750), 115. Kaiser von Japan
- Sakuramoto, Ayako (* 1995), japanische Badmintonspielerin
- Sakurauchi, Nagisa (* 1989), japanischer Fußballspieler
- Sakurazaka, Hiroshi (* 1970), japanischer Light-Novel-Autor
- Sakurazawa, Erika (* 1963), japanische Manga-Autorin
- Sakurdajew, Igor (* 1987), kasachischer Skirennläufer
- Sakurdjajewa, Irina Wjatscheslawowna (* 1982), russische Schachspielerin
- Sakus, Ihor (* 1966), ukrainischer Jazz- und Fusionmusiker (Bass, Komposition)
- Sakuth, Edwin (1909–1981), deutscher SS-Hauptsturmführer und SD-Mitglied
- Sakuth, Peter (* 1948), deutscher Verwaltungsbeamter, Unternehmer und Politiker (SPD), MdBB
- Sakuyama, Kento (* 1990), japanischer Skispringer und Trainer

### Saky
- Sakya Pandita (1182–1251), sechster Sakya Thridzin
- Śākyaśrībhadra († 1225), kaschmirischer Gelehrter des tibetischen Buddhismus
- Sakyi, Moses (* 1981), ghanaischer Fußballspieler
- Sakyong Mipham (* 1963), buddhistischer Geistlicher